# Stiromeurysa vitoshaensis
Stiromeurysa vitoshaensis är en insektsart som beskrevs av Dlabola 1965. Stiromeurysa vitoshaensis ingår i släktet Stiromeurysa och familjen sporrstritar.
Artens utbredningsområde är Bulgarien. Inga underarter finns listade i Catalogue of Life.